# Graniet
| Graniet                          | Graniet | Graniet                | Graniet         | Graniet           |
| -------------------------------- | ------- | ---------------------- | --------------- | ----------------- |
| Itu granite, Salto, Brazilië.    |         |                        |                 |                   |
| Itu granite, Salto, Brazilië.    |         |                        |                 |                   |
| Indeling der stollingsgesteenten |         |                        |                 |                   |
|                                  | % SiO2  | uitvloeings- gesteente | gang- gesteente | diepte- gesteente |
| felsisch                         | >~70    | ryoliet                | granofier       | graniet           |
| felsisch                         | ~70-63  | daciet                 | granodioriet    | granodioriet      |
| intermediair                     | 63-52   | andesiet               | dioriet         | dioriet           |
| mafisch                          | 52-45   | basalt                 | doleriet        | gabbro            |
| ultramafisch                     | <45     | komatiiet              | peridotiet      | peridotiet        |

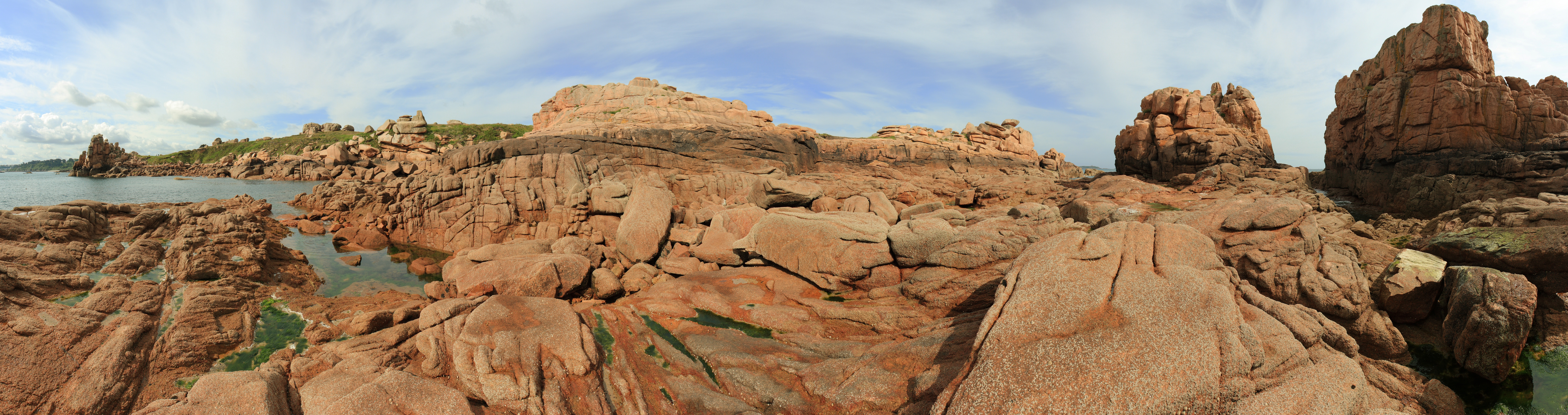
Rotskust van roze graniet bij Ploumanac'h in Bretagne

Graniet is een zuur (of felsisch) stollingsgesteente dat voornamelijk bestaat uit drie mineralen: kwarts, veldspaten (kaliveldspaat en plagioklaas) en mica's (muscoviet of biotiet). Ook amfibool komt in graniet voor.
De onderlinge verhouding van de mineralen verschilt, maar doorgaans is kwarts de dominante component (ongeveer 50%). Het kwarts is meestal grijs, het veldspaat kan gekleurd zijn (crème, roze voor kaliveldspaat en (melk)wit voor plagioklaas) en de glimmers (mica's) zijn meestal bruin of lichtgrijs van kleur.

## Voorkomen
Graniet is een dieptegesteente en dat wil zeggen dat het is gevormd door het ondergronds stollen van magma. (Tegenover dieptegesteente staat uitvloeiingsgesteente, zoals basalt dat dicht bij of aan het aardoppervlak is gestold). Doordat graniet op diepte is gestold, hebben de mineralen door langzame afkoeling de tijd gehad om kristallen te vormen. Als graniet wordt blootgesteld aan zeer hoge drukken en temperaturen, verandert het in het metamorf gesteente gneis.

## Naamgeving
Het woord graniet is afgeleid van het Latijnse woord granus, dat korrel betekent. Het verwijst naar het vaak korrelige uiterlijk van graniet. Strikt genomen klopt dit niet, omdat een stollingsgesteente niet bestaat uit korrels (wat typisch is voor een sedimentair gesteente), maar uit kristallen. In de materiaalkunde worden kristallen echter ook wel korrels genoemd. Grofkristallijn zou een betere benaming zijn.

## Vindplaatsen
Graniet komt in de hele wereld voor in allerlei soorten en kleuren, bijvoorbeeld in sommige delen van België, waar het meeste winbare graniet al commercieel is gewonnen. Sommige zwerfstenen in Noord-Nederland (Drenthe) bestaan uit graniet, meestal afkomstig uit Noorwegen of Zweden. De grootste exporteur van graniet ter wereld is India. Belangrijke winplaatsen van graniet bevinden zich in Engeland, Noorwegen, Zweden, Finland, Frankrijk (Dordogne), Spanje, Portugal, Italië, Brazilië en de Verenigde Staten.

## Toepassingen

### Algemeen
Graniet wordt evenals andere soorten natuursteen veel gebruikt
in sierbestrating en interieurs. Het wordt vaak toegepast in monumentale gebouwen en voor grafmonumenten en ook aanrechtbladen zijn soms van de steensoort gemaakt.
In 1832 werd in het centrum van Sint-Petersburg een 25 meter hoge granieten zuil opgericht, de Alexanderzuil, om de overwinning van Tsaar Alexander op Napoleon te herdenken. De zuil werd gedolven uit graniet in Pyterlahti in Finland. Hetzelfde materiaal werd gebruikt voor de zuilen van de Izaäkkathedraal in Sint-Petersburg.
Graniet wordt ook samen met andere gesteenten gebruikt in de waterbouw om nieuwe kunstmatige eilanden te bouwen. Granietgrind, gedekt met een net van staalmazen, gebruikt men om rivierdijken te versterken.

## Galerij

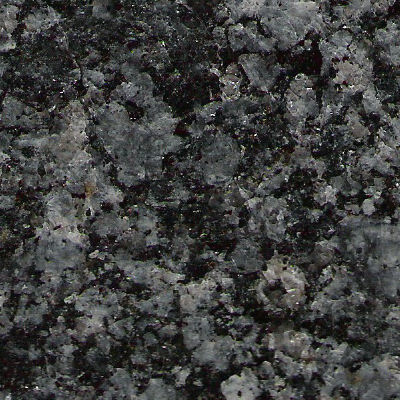
Azul Noce, ES
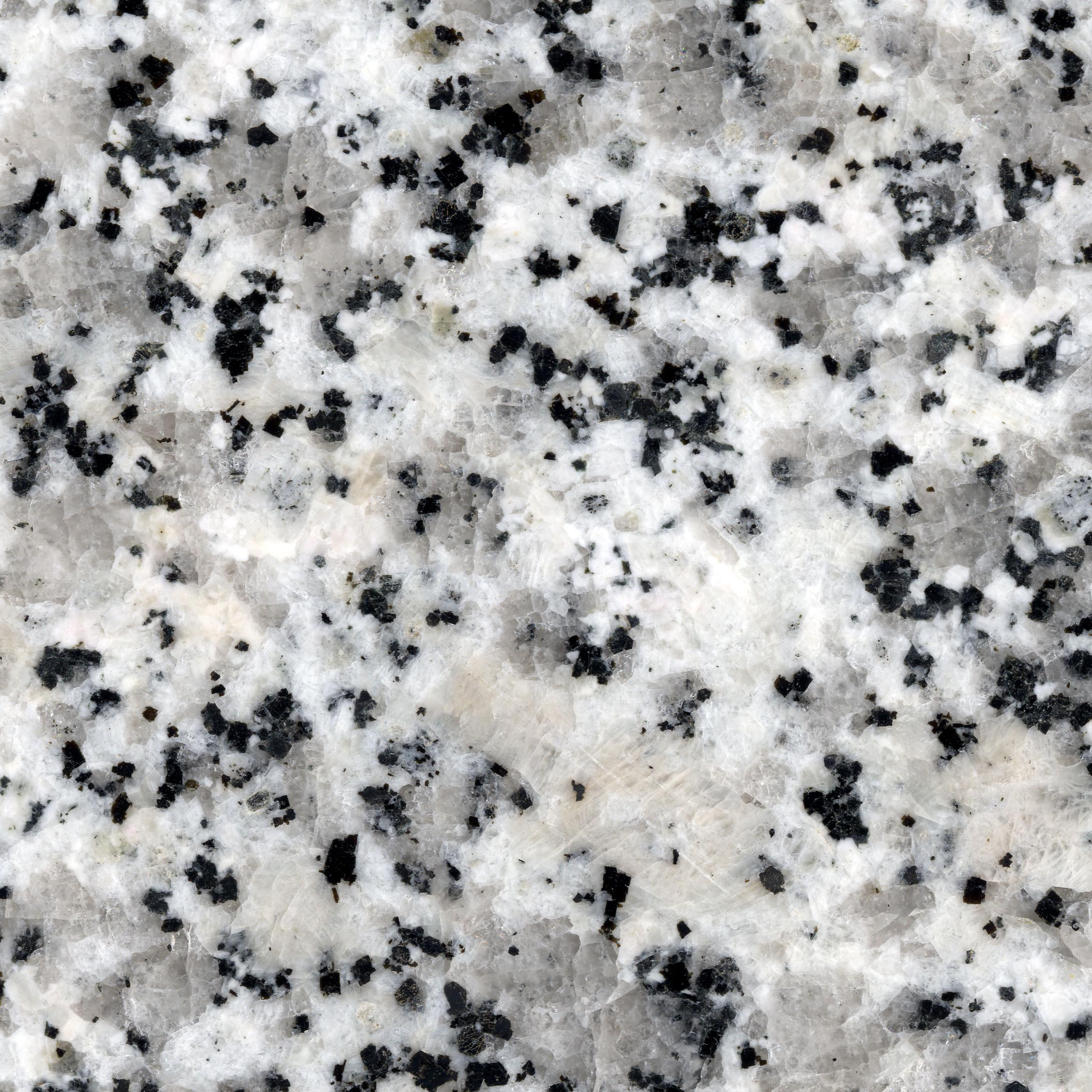
Bianco Tarn, F
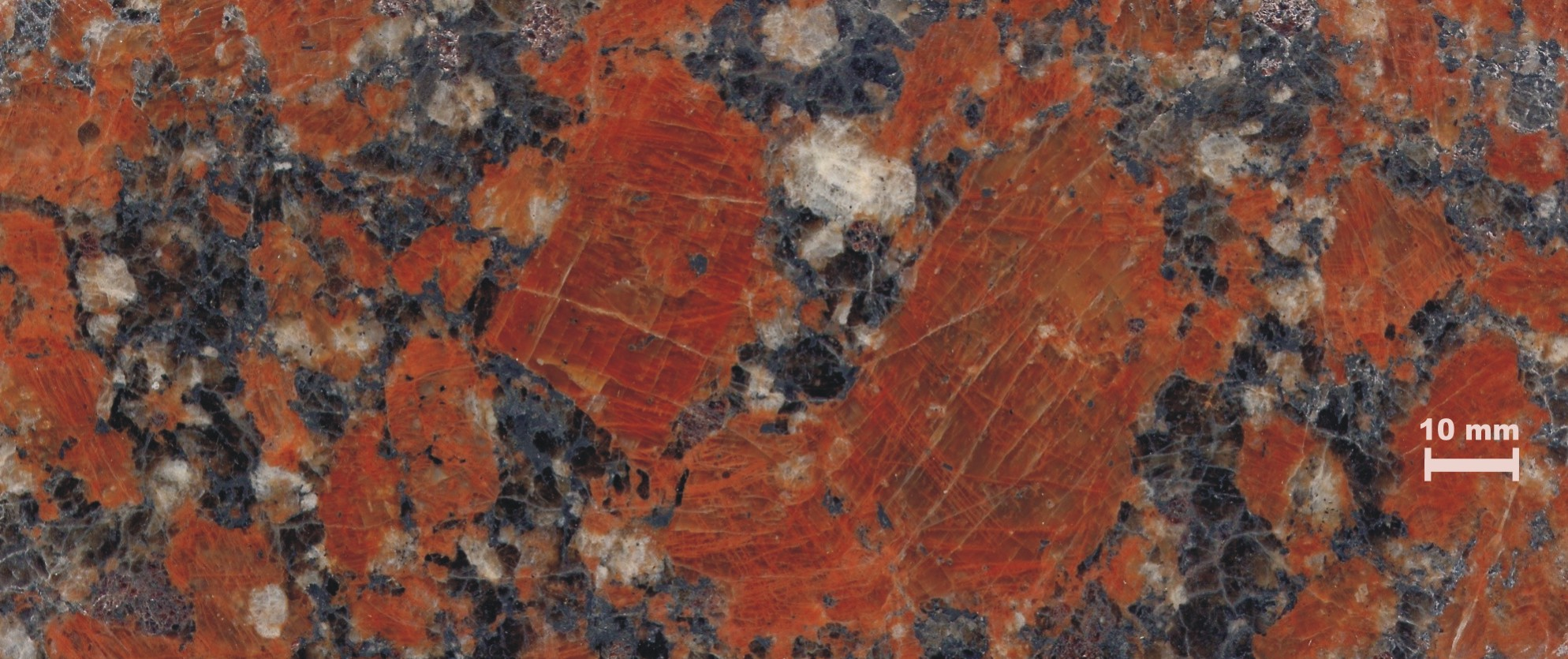
Kapustino, UA
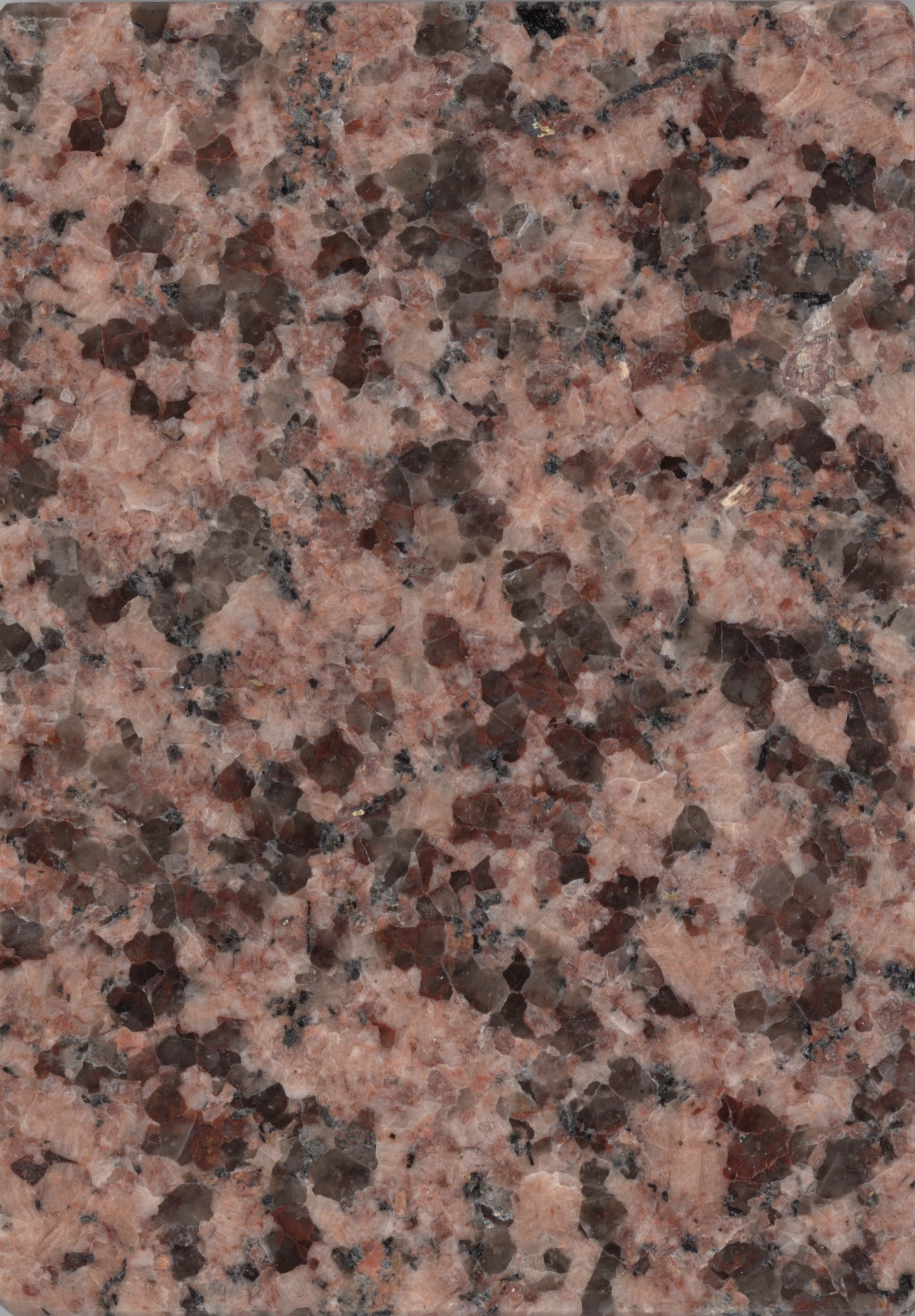
Meissen, D
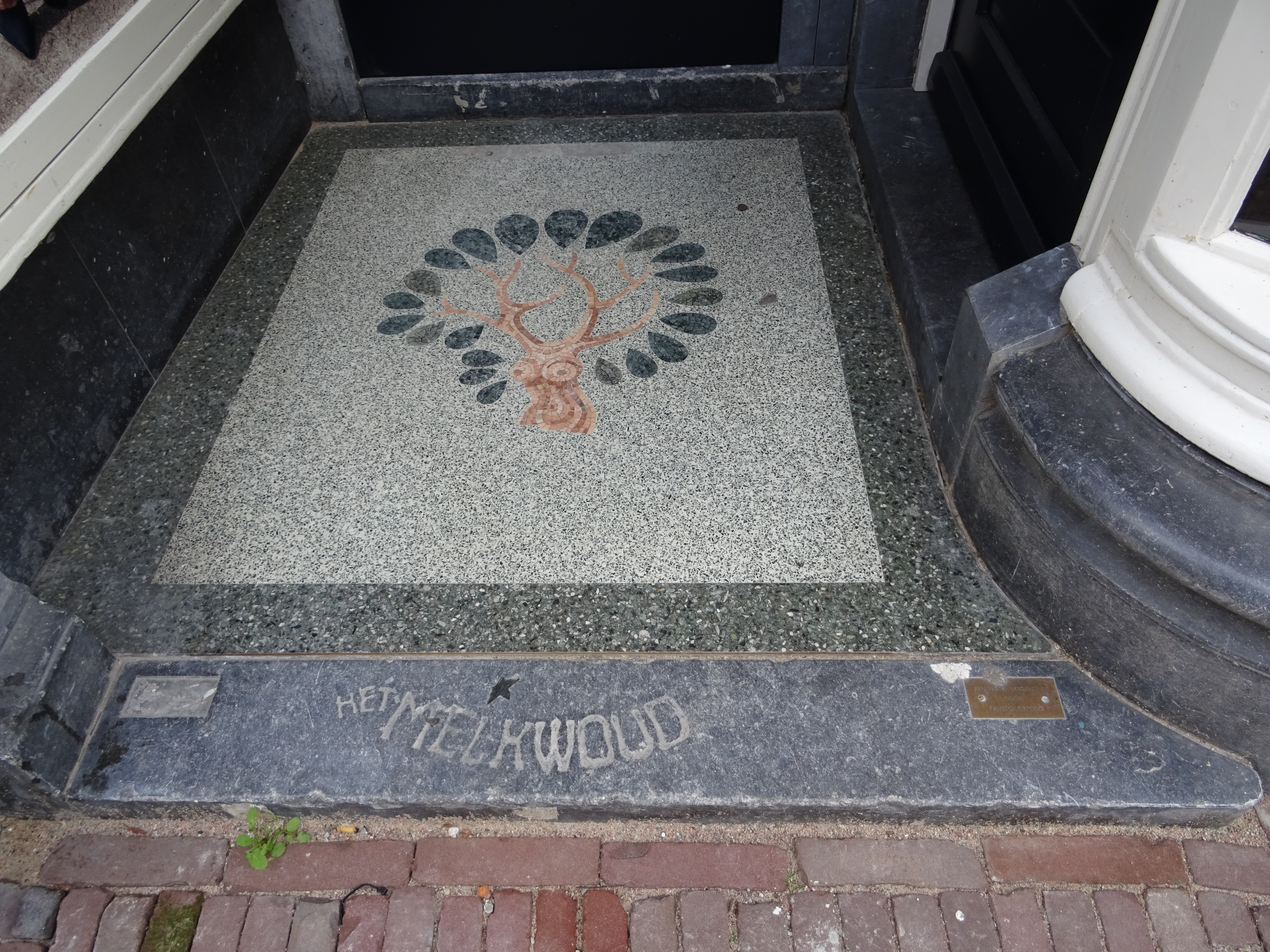
Kunststeen (imitatiegraniet) stoep aan de Zijlstraat te Haarlem

### Industriële toepassing
In de hightechindustrie wordt graniet, en dan met name de soorten Impala en African Black, die gewonnen worden in Zuid-Afrika, toegepast als nauwkeurige en stabiele basis voor precisiebewerkings- en meetmachines. De granieten producten worden uit ruwe blokken gezaagd en vervolgens door middel van bewerking met diamantgereedschap tot industriële machineonderdelen gemaakt. Op deze manier zijn zeer nauwkeurige producten te fabriceren met vlakheden, haaksheden en parallelliteiten in het micrometer-bereik (0,001 mm). Deze nauwkeurigheden worden met name gebruikt als referentie of loopvlakken voor geleiding, bijvoorbeeld in combinatie met luchtgelagerde sledes.

## Materiaaleigenschappen
Graniet heeft de volgende hier schematisch weergegeven materiaaleigenschappen:
- Gemiddelde voortplantingssnelheid van geluid: (4,5 ± 0,04) × 103 m/s
- Young's modulus: (5,5 ± 0,4) × 1010 Pa
- Shear modulus: (2,43 ± 0,16) × 1010 Pa
- Poissonverhouding: 0,13 ± 0,01

## Symboliek
De steensoort heeft ook een betekenis voor verjaardagen. Hypothetisch spreekt men over granieten huwelijk na 90 jaar getrouwd zijn.